# Al-Haffa
Al-Haffa (arab. الحفة) – miasto w Syrii, w muhafazie Latakia. W 2004 roku liczyło 4298 mieszkańców.